# Parc historique national
Un parc historique national est une aire protégée américaine. Il existe 57 parcs de ce type à travers le pays, gérés par le National Park Service.